# Yu-Gi-Oh! 5D's
Ova je anime nastavak Yu-Gi-Oh! franšize koja je puštena u eter nakon prikazivanja Yu-Gi-Oh! GX animea. Prikazuje se jedanput tjedno na TV Tokyu, a Konami je jedan od glavnih sponzora. Glavna tema anime je kartaška igra, Dvoboj čudovišta, u unaprijeđenom obliku, a cilj junaka je spašavanje svijeta korištenjem svojih dvobojničkih sposobnosti.
Glavni lik, Yusei Fudo, je 18-godišnji tinejdžer i vrstan dvobojnik. Iako je stanovnik Satelita, nerazvijenog dijela grada Neo Domina, veoma je nadaren. Boreći se sa svojim suparnikom, Jackom Atlasom, doznaje da je Znakonoša (engl. Signer), tj. osoba koja posjeduje moći potrebne da se spasi svijet.

## Radnja
Nekoliko godina nakon GX serijala, grad Domino je doživio incident zvan kao Nulti Obrat (Zero Reverse), koji je rezultirao katastrofom koja je podijelila grad na dva dijela: Neo Domino, futuristički grad gdje žive bogati i prestižni ljudi; i Satelit, odvojeni dio grada koji je uglavnom prekriven ruševinama i nastanjuju ga otpadnici i siromašni ljudi koji preživljavaju od sakupljanja smeća. Ljudi koji žive u Neo Dominu uglavnom stanovnike Satelita smatraju šljamom i kriminalcima, dok stanovnike Satelita u šaci drži posebna policijska postrojba zvana Gradska Sigurnost. Kao i obično u Yu-Gi-Oh! franšizi, dvoboji kartama se koriste kao način rješavanja konflikta, no u trend je ušao novi stil dvoboja zvan Turbo Dvoboj (Turbo Duel, u japanskoj verziji "Riding Duel") gdje igrači igraju na posebnim motoriziranim vozilima zvanim D-Jurilice (D-Wheel) pri čemu se koristi posebna Terenska Karta imenom Brzinski Svijet (Speed World). Osim toga serijal uvodi Sinkro čudovišta i Sinkro Prizive kao novu mehaniku prizivanja jačih čudovišta iz Ekstra Špila.
Yusei Fudo je 18-godišnji dvobojnik i D-Trkač koji živi u Satelitu i pokušava doći u Neo Domino kako bi se suprotstavio Jacku Atlasu, svom starom prijatelju koji ga je prevario kako bi napustio Satelit, i koji trenutno uživa u Neo Dominu kao trenutni Kralj Turbo Dvoboja. Jack je isto tako ukrao Yuseijevu kartu Zmaja Zvjezdanog Praha, i kada se Yusei i Jack napokon suoče, sukob njihovih zmajeva sazove tajanstveno stvorenje imenom Grimizni Zmaj, pri čemu obojica primjete da nose zmajevo znamenje na svojim rukama. Yusei na kraju dvoboja završi u strogom zatvoru zvanom Ustanova, iz kojeg bježi i opet ulazi u trag Jacku i njegovom šefu, Rexu Godwinu, koji otkriva da su znameni Grimiznog Zmaja jedinstvena obilježja za pet pojedinaca imenom Znakonoše (Signers), od kojih svaki ima znamen na svojoj ruci koji predstavlja dio Grimiznog Zmaja i koji posjeduju Znamene Zmajeve s udjelom njegove moći. Yusei potom prisustvuje Kupu Sreće (Fortune Cup), turniru namijenjenom izdvajanju i identificiranju svih 5 Znakonoša, gdje se Yusei opet suočava s Jackom kojeg na kraju uspije poraziti, usput upoznavajući druge Znakonoše i stiče nove prijatelje. Finale Kupa Sreće i otkrivanje svih 5 Znakonoša potakne pojavljivanje novih protivnika zvanih Mraćni Znakonoše, koji nose znamenje Prizemljenih Besmrtnika, golemih čudovišnih stvorenja koji su se borili s Grimiznim Zmajem i Znamenim Zmajevima prije nekoliko tisučljeća. Znakonoše, uključivši Yuseija i Jacka, udruže snage kako bi se suprotstavili Mračnim Znakonošama, među kojima je i Rexov stariji i naizgled preminuli brat Rudger. Nakon poraza svih Mračnih Znakonoša, Rex otkriva svoj plan da zavlada svijetom koristeći moć Grimiznog Zmaja i Prizemljenih Besmrtnika, međutim poražen je od strane Yuseija i njegovih prijatelja. Nakon tog okršaja, svi Mračni Znakonoše koji su preminuli u dvobojima opet ožive i vrate se svakodnevnim životima, dok Yusei i njegovi prijatelji izgrade most koji poveže Satelit s Neo Dominom.
Druga sezona se odvija godinu dana nakon bitke s Mračnim Znakonošama, i do tada je Neo Domino opet ujedinjen sa Satelitom sa serijom mostova i autocesta koje podržavaju Turbo Dvoboje, a diskriminacija između dva dijela grada je gotovo nestala. Yusei i njegovi prijatelji se umjesto toga moraju suočiti s Carevima Iliastera, glavnim članovima tajne udruge kojoj je Rex pripadao, i koji koriste naprednu tehnologiju i protu-Sinkro taktike kako bi, po njihovom mišljenju, spasili budućnost od uništenja. To ih dovodi do Svjetskog prvenstva u Turbo Dvobojima (skraćeno WRGP, "World Riding Grand Prix") gdje se Yusei i njihova ekipa imenom Tim 5D's (imenovana prema 5 zmajeva) natječu s najjačim D-Trkačima u svijetu, uključivši robote, odmetnike iz Divljeg Zapada, i Nordijske bogove, dok se ne uspiju suočiti s Carevima Iliastera u finalu. Tada tri Cara otkriju svoj identitet: oni su putnici kroz vrijeme, koji su došli u Neo Domino kako bi spasili svijet od uništenja, što su prema njima uzrokovali Sinkro Prizivi i Ener-D reaktori koji pokreću Turbo Dvoboje. Tri Cara se potom ujedine u jednu osobu imenom Aporia, kojega Tim 5D's nakon mukotrpnog dvoboja uspjevaju poraziti, međutim to potakne dolazak goleme građevine na nebu imenom Božanski Hram, koji je zapravo uništeni Neo Domino iz budućnosti, koji se polako počinje spuštati na grad i s kojim Iliaster kani potaknuti reakciju kojom će spasiti svijet, ali uništiti cijeli grad i okolicu u procesu. Tim 5D's otputuje na Božanski Hram u nadi da ga zaustave, i suočavaju se s entitetom imenom Z-One, vođa Iliastera za kojeg se ispostavi da je zapravo Yuseijev klon iz budućnosti, i zadnji preživjeli čovjek na Zemlji u svom vremenu. Yusei se suoči sa Z-Oneom u dvoboju u nadi da će promijeniti budućnost nabolje, i nakon što porazi Z-Onea u čudesnom prevratu Z-One se svojevoljno žrtvuje da uništi Božanski Hram i spasi grad. Nakon obnove grada, Yusei i Jack imaju jedan konačni okršaj da ustavove tko je od njih najbolji, a zatim članovi Tima 5D's svaki pođe svojim putem, osigurajući da svijet dočeka svjetliju i bolju budućnost.

## Glavni likovi
Yusei Fudo
Glavni lik, sin profesora Fuda (stvoritelja izvornog Ener-D reaktora te istovremeno Jackov najbolji prijatelj i najžešći rival. Yusei je, za razliku od dosadašnjih Yu-Gi-Oh! protagonista, dosta smireniji i staloženiji. Iako je na prvi pogled pomalo šutljiv i prezabrinut, dobar je prijatelj i bori se sa stavom da mu prijateljstvo i povezanost s drugima daje snagu za bolju budućnost. Budući da živi u 2021. godini, također je i D-trkač (engl. D-Wheeler) iznimnih sposobnosti. Talentirani je mehaničar, i sam je izgradio svoju dvobojsku jurilicu (engl. Duel Runner), a zbog toga je često shvaćen kao lopov od strane Osiguranja Neo Domina. Unatoč izvornom lošem glasu, Yusei na kraju postane cijenjeni i popularan dvobojnik, te predvodnik Ekipe 5D's.
Yusei koristi špil baziran na novoj Sinkro Priziv mehanici (engl. Synchro Summon), koristeći slabija čudovišta kako bi prizvao jača Sinkro čudovišta iz Ekstra Špila. Većina njegovih čudovišta je bazirano na konceptima smeća (npr. Smećarski Ratnik - Junk Warrior) te raznih Ratnika s višenamjenskim sposobnostima. Yusei je Znakonoša izvorno sa znamenom Zmajeog Repa, a kasnije Glave. Njegov Znameni Zmaj je Zmaj Zvjezdanog Praha (engl. Stardust Dragon), čije sposobnosti štite čudovišta od uništenja, reflektirajući njegov stav zaštite drugih iz vlastite žrtve.

Jack Atlas
Hladnokrvni dvobojnik i Znakonoša koji je nekad bio Yuseijev prijatelj, no izdao ga je zbog slave i novca. Na početku serije, Jack je trenutni Kralj Turbo Dvoboja, i tu titulu uzima ozbiljno. Uzdrman je jer ga je Yusei u njegovom uzvratu porazio i namjerava se ponovno obračunati s njime. Na posljetku Jack ostavlja svoj ponos i obnovi svoje prijateljstvo s Yuseijem. Jack djeluje hladnokrvno i smireno, no duboko u sebi brine o drugima. Isto tako je i D-Trkač, a njegova jedinstveno oblikovana jurilica se zove Kolo Sreće (engl. Wheel of Fortune) u japanskoj, ili Feniksov Vrtlog (Phoenix Whirlwind) u engleskoj verziji.
Jackov špil je baziran na čistoj snazi i moći, koristeći jaka čudovišta i razorne efekte kako bi pokorio protivnički teren, što je oštrom kontrastu s Yuseijevim stilom igre koji se bazira na obrani i planiranju. Jack je Znakonoša sa znamenom Zmajevih Krila, a njegov Znameni Zmaj je Crveni Zmaj Nadzloduh (engl. Red Dragon Archfiend, u japanskoj verziji Crveni Demonski Zmaj) sa sposobnosti da uništi čudovišta u obrani. Poput Zvjezdanog Praha, Crveni Nadzloduh isto tako posjeduje nekolicinu evolucija koje Jack pridobije tijekom priče.

Aki Izayoi/ Akiza Izinski
U glavnoj ženskoj ulozi, Aki je dvobojašica sa psihičkim moćima koje joj omogućavaju oživljavanje čudovišta iz karata i nanošenje prave štete svojim protivnicima, zbog čega je tijekom života izopćena iz društva i izrugivana kao vještica pod nazivom Crna Ruža. Isprva je bila veoma zlobna i neprijateljski raspoložena, no upoznavanjem Yuseija, mijenja svoj pogled na život i prestaje smatrati da je njezina darovitost kao Znakonoše loša. Iako to nije isprva, Aki na posljetku postane D-Trkačicom i pripadnica iste ekipe kao i Yusei.
Aki koristi špil baziran na čudovištima Biljka-tipa, većina bazirana na cvijeću i čarobnicama. Iako joj strategije variraju, uglavnom se bazira na prizivanju svog Znamenog Zmaja i oslabljivanju tuđih čudovišta. Kao Znakonoša nosi znamen Zmajeve Prednje Pandže, a njen zmaj jest Zmaj Crne Ruže (engl. Black Rose Dragon) s razornim efektom da uništi sve karte kada se prizove i prisiljava čudovišta u obrani u napadačke pozicije.

Rua i Ruka/ Leo i Luna
Dvoje blizanaca, tj. brat i sestra, Rua i Ruka su djeca prestižne obitelji koja živi u Neo Dominu. U jednom navratu pomognu Yuseiju nakon što pobjegne iz Satelita, i od tada se sprijatelje s njim i drugim Znakonošama. Unatoč tome što su blizanci, narav im je posve različita: dok je Rua samouvjeren, aktivan i pomalo arogantan (te uvelike nemaran), Ruka je sramežljiva, savjesna i suosjećajna. Ruka posjeduje sposobnost da vidi i komunicira s duhovima čudovišta, što ju učini metom za ljude poput Rexa Godwina i Pokret Arkadije, što ju isto tako identificira kao Znakonošu. S druge strane, Rua ne posjeduje posebne talente i uglavnom djeluje iz nagona da zaštiti svoju sestru, te na posljetku i sam postane šesti Znakonoša u zadnjoj sezoni serije.
Rua koristi špil s "Morftronicima" (engl. "Morphtronic", jap. "Deformer"), Stroj-tip čudovištima koji mijenjaju efekte ovisno o svojoj borbenoj poziciji. Rua nema poseban stil igre, no tijekom dvoboja zna djelovati nerazborito i nepromišljeno. Njegova glavna karta jest Zmaj Moćnog Alata (engl. Power Tool Dragon), koji se na posljetku razvije u Zmaja Životnog Toka (Life Stream Dragon) kada Rua postane Znakonošom sa znamenom Zmajevog Srca.
Ruka koristi špil bez posebnog stila igre i strategije, izuzev obrane i obnavljanja Životnih Bodova, čija su čudovišta bazirana na stvorenjima iz bajki i fantazije. Ona je Znakonoša sa znamenom Zmajeve Stražnje Pandže, a njen Znameni Zmaj jest Drevni Vilinski Zmaj (engl. Ancient Fairy Dragon), koji je u početku serije ukraden od strane Prizemljenih Besmrtnika, vjerojatno zbog njene sposobnosti da uništava Terenske Karte o kojima Besmrtnici ovise. Drevni Vilinski Zmaj jest isto tako i jedini Znameni Zmaj koji govori tijekom serije.

Crow Hogan
Stari prijatelj Yuseija i Jacka, Crow je snalažljivi i lukavi D-Trkač koji se brine o siročadi u Satelitu koji su izgubili roditelje u incidentu Nultog Obrata (Zero Reverse). Crow je suosjećajan prema slabijima, ali isto tako i agresivan u dvobojima. Njegova jurilica, imenom Crni Kos (Blackbird), je jedinstvena po tome što je opremljena krilima i dopušta ograničeni let svojem trkaču. Iako nije isprva, Crow na posljetku postane Znakonoša, nasljedivši Yuseijev znamen Zmajevog Repa nakon što je Yusei preoteo znamen Zmajeve Glave od Godwina.
Crow koristi špil Crnokrilaca (engl. Blackwing, jap. Black Feather) sastavljen od mnogih Krilatih Nemani koje su imenovane po vjetrovima, sa sposobnostima višestrukih prizivanja samih sebe i svojih saveznika radi bržeg osvajanja terena i bržeg ostvarivanja uvjeta za Sinkro Prizive, te između ostaloga imaju sposobnosti podupiranja svojih saveznika. Iako u početku igra samo Krilate Nemani, Crow na posljetku zadobije svog vlastitog Znamenog Zmaja - Vranokrilog Zmaja (engl. Black Winged Dragon, jap. Black-Feather Dragon) koji može poništiti sposobnosti koje nanose štetu igraču i tu istu koristiti da oslabi protivnička čudovišta.

## Antagonisti
Rex Godwin/ RexGoodwin
Upravitelj osiguranja Neo Domina koji pokušava okupiti sve Znakonoše da mu pomognu spasiti svijet. Rex djeluje kao mentor, te na kraju kao konačni antagonist prve sezone, unatoč svojem izvornom savezu sa Znakonošama i nagonu da im pomogne. Veoma je bezosjećajan i Yuseija podnosi samo zato što je Znakonoša. Rex je brat Rudgera Godwina, izvornog Znakonoše sa znamenom Zmajeve Glave. Rex je član Iliastera, tajanstvene organizacije koja se bavi preusmjeravanjem tijeka povijesti čovječanstva. U finalnom okršaju prve sezone, Rex zadobije moći Znakonoše iz znamena Zmajeve Glave na ruci svog brata koju je sačuvao u kanisteru (u engleskoj verziji, kanister je samo sačuvao njegovu moć Znakonoše) i Mračnog Znakonoše iz Grba Kondora, koji ga povezuje s Prizemljenim Besmrtnikom Wiraqocha Rascom, koji je baziran na Geoglifu Kondora. Osim toga koristi i par zmajskih čudovišta: Sinkro Čudovište Sunčani Zmaj Inti (Sun Dragon Inti) i Mračno Sinkro Čudovište Mjesečev Zmaj Quilla (Moon Dragon Quilla).

Yaeger/ Lazar
Rexov glavni pomoćnik nalik na klauna, s prilično izopaćenom i trikovitom osobnošću. Yaeger djeluje kao Rexova desna ruka i kao šef njegovog osoblja. Nakon Godwinovog poraza, Yaeger preuzme vlast nad službenim osiguranjem kao njihov direktor i promjeni ćud na bolje (iako je i dalje bio odan Iliasteru sve dok nije naučio o njihovim planovima da unište svijet). Yaeger uglavnom djeluje kao antagonist u prvoj, ali postane saveznik u drugoj sezoni, pomažući Yuseiju i drugima u njihovoj borbi protiv Iliastera, te na kraju čak postane i gradonačelnik Neo Domina. Yaeger koristi špil s Ludama (engl. Jester) i koristi razne Zamke da blokira protivničke poteze dok njegova čudovišta postaju jača.

Tetsu Ushio/ Tetsu Trudge
Policajac koji mrzi Yuseija nakon što ga on pobijedi u dvoboju. Misli da je on ološ i stalno ga vreba kako bi ga smjestio iza rešetaka. Tetsu djeluje kao antagonist veći dio prve sezone, no nakon Yuseijeve pobjede nad Jackom i poraza Mračnih Znakonoša, zadobije ulogu saveznika, podržavajući Yuseija i štiteći građane Neo Domina od drugih prijetnji. Tetsu zapravo potiče iz prve Yu-Gi-Oh! manga serije (iz dijela koji se često naziva Nultom Sezonom) kao redar učeničkog odbora kojeg Yami Yugi nadmudri i porazi u Igri Tame. Tetsu koristi špil sastavljen od čudovišta s temom policajaca i drugih zaštitnika zakona, koristeći nekoliko glavnih čudovišta među kojima su najznamenitiji Montažni Zmaj (Montage Dragon) i Goyo Čuvar (Goyo Guardian).

Hunter Pace
Odvažni D-Trkač koji je nekoliko puta izgubio od Jacka. Kasnije se ušuljao u Kup Sreće, zamijenivši Shuru, i obračunao se s Yuseijem, protiv kojega je isto tako izgubio. Hunter koristi špil s Gorućim Lubanjama.

Jill de Launcebeaux/ Gill de Randsborg
Odvažni vitez iz prestižne plemićke obitelji kojeg je Rex unajmio da izdvoji Znakonoše tijekom Kupa Sreće (u engleskoj verziji on je samo glumac). Suočio se s Aki, koju je proglasio vješticom, no doživio je sramotan poraz.

Professor Frank
Jedan od dvobojnika koje je Rex unajmio da izdvoje Znakonoše tijekom Kupa Sreće. Po profesiji psiholog, suočio se s Rukom i hipnozom ju natjerao da ga odvede u Svijet Duhova, no ona ga je porazila prije nego što je mogao nanijeti veću štetu, po cijeni vlastite pobjede.

Kodo Kinomiya/ Zapovjednik Koda
Jedan od dvobojnika koje je Rex unajmio da izdvoje Znakonoše tijekom Kupa Sreće, Kodo je kriminalni psiholog i poznat kao "profiler dvoboja". Obračunao se s Aki nakon što je detaljno analizirao njen špil i profil, no isto tako je izgubio.

Shura
Tajanstveni lik i jedan od dvobojnika koje je Rex unajmio za Kup Sreće. Hunter ga je pretukao i zauzeo njegovo mjesto u turniru, stoga njegova narav i špil nisu poznati.

## Mračni Znakonoše
Mračni Znakonoše (engl. Dark Signers) je skupina antagonista koji se pojave u drugoj polovici prve sezone. Skupina je sastavljena od pojedinaca koji su poginuli i opet oživjeli zbog moći Prizemljenih Besmrtnika, što im je dalo ne samo moć da kontroliraju Besmrtnike, već i sposobnog Mračnog Sinkro Priziva (engl. Dark Synchro Summon) koji stvara čudovišta s negativnim Razinama. Pojedini članovi poput Rudgera imaju moć ispiranja uma i pretvaranja običnih civila u svoje radilice, koje također dobiju sposobnost Mračnog Sinkro Priziva ali nisu svjesni svojih radnji.
Svi Mračni Znakonoše koriste špilove s Mračnim Sinkro Čudovištima koje se, za razliku od normalnih Sinkro Čudovišta, prizivaju oduzimajući razine svojih materijala rezultirajući u čudovištima s negativnim Razinama. Isto tako svaki glavni član posjeduje svog vlastitog Prizemljenog Besmrtnika (engl. Earthbound Immortal), gorostasnih čudovišta koja su se prije nekoliko tisućljeća obračunala s Grimiznim Zmajem i Znamenim Zmajevima, koji su ih na posljetku zatočili u zemlju u obliku Nazca Linija. Tijekom Dvoboja, svi Prizemljeni Besmrtnici imaju zajedničku moć da se ne mogu napadati, no oslabe ako u njihovoj prisutnosti nema Terenskih Karata. Besmrtnici su pogotovo opasne karte, jer prilikom svakog prizivanja upiju stotine duše ljudi koji se nalaze u njihovom geoglifu, koji služe kao žrtve za prizivanje.

Rudger Godwin/ Roman Goodwin
Brat Rexa Godwina i dobar prijatelj profesora Fudoa, Rudger je nekoć bio znanstvenik koji je pomogao sagraditi prvi Ener-D reaktor, međutim upletanje organizacije Iliaster te njegov novostečeni status Znakonoše natjerao ga je da pokrene samouništenje reaktora, što je potaknulo incident zvan Nulti Obrat koji je uništio veći dio grada Domina i podijelio ga na Neo Domino i Satelit. Rudger je umro u tom incidentu, međutim pakt s Prizemljenim Besmrtnicima ga je oživio kao Mračnog Znakonošu s Grbom Pauka. Rudger djeluje kao vođa Mračnih Znakonoša, i ima moć pretvoriti obične ljude u svoje radilice pomoću svojih paukova. On koristi špil s paukolikim čudovištima, njegovo Mračno Sinkro Čudovište jest Podzemna Paučica (Underground Arachnid), a njegov Prizemljeni Besmrtnik je Uru, baziran na Geoglifu Pauka.

Kiryu Kyosuke/ Kallin Kessler
Kiryu je stari prijatelj Yuseija, Jacka i Crowa, koji su jednom davno činili uličnu bandu imenom Tim Zadovoljstva (Team Sattisfaction, u engleskoj verziji jednostavno Izvršitelji, "The Enforcers"). Nakon što su uspješno porazili sve bande u Satelitu, Kiryu je pokušao izazvati Neo Domino te se sukobio s Osiguranjem, što je dovelo do okršaja koji je završio s njegovim uhićenjem i raspuštanja bande, za što je Kiryu greškom okrivio Yuseija. Nakon što je izgubio špil, i na posljetku život u zatvoru, Kiryu je oživljen s moći Prizemljenih Besmrtnika i ponovo rođen kao Mračni Znakonoša s Grbom Diva. On je prvi lik koji je porazio Yuseija u dvoboju tijekom prve sezone u potpunom dvoboju, no nakon njegovog poraza u ponovnom okršaju koji rezultira njegovom ponovljenom smrti, Kiryu je na posljetku oživljen nakon Goodwinovog poraza i vraćen u zemlju živih, iako mu je iskustvo promijenilo osobnost i učinilo ga puno pesimističnijim i žalosnim. Kiryu se vrati tijekom druge sezone u sklopu priče o Gradu Sudara (Crash Town), gdje on i Yusei oslobađaju grad od otpadnika i robovlasnika u stilu Divljeg Zapada.
Kiryu je izvorno koristio nasumični špil s čudovištima Zloduh-Tipa, no njegov glavni špil tijekom cijele serije je nazvan "Paklovječeni" (engl. Infernity) s raznim Zlodusima bizarnog izgleda koji dobivaju moćne sposobnosti dogod igrač nema karata u ruci. Iako je te karte na posljetku odbacio, izvorne glavne karte su mu Mračno Sinkro Čudovište Stooki Zmaj (Hundred-Eyed Dragon) i Prizemljeni Besmrtnik Ccapac Apu, baziran na Geoglifu Diva.

Carly Nagisa/ Carly Carmine
Novinarka koja je opsjednuta time da napiše dobar članak o Jacku, u kojeg se u procesu i zaljubi. Carly je šeprtljava i naočito nesposobna, ali marljiva i predana svome poslu. Tijekom svojeg istraživanja materijala za svoje novine, Carly razotkrije razne tajne o mračnim organizacijama poput Pokreta Arkadije i Rexovu agendu o Znakonošama, no ulazak u trag Arkadiji dovede ju u konflikt s njihovim vođom Divineom, koji ju naizgled usmrti nakon što ju svojim psihičkim moćima tijekom dvoboja baci s visokog kata svoje zgrade. Nakon tog incidenta, Carly se preporodi kao Mračni Znakonoša s grbom Kolibrića, osveti se Divineu i nastavi se suočavati s Jackom kojeg nastoji pretvoriti u Mračnog Znakonošu. Jack ju porazi u svojem dvoboju pri čemu Carly opet umre, no ponovo se vrati u život nakon Goodwinovog poraza, kao ista stara novinarka koja pomaže u skupljanju informacija tijekom druge sezone.
Carly je, u većini slučajeva, nesposobna dvobojašica, koja radije koristi svoj špil Vila Gatara (Fortune Fairy) da si gata budućnost, te tu i tamo daje potporu drugima tijekom njihovih dvoboja (jednom prilikom pomogne Jacku koji je u to vrijeme bio hospitaliziran tako da mu je baratala njegovim kartama). Kao Mračni Znakonoša, njena osobnost je sasvim izmijenjena, postane pakosna i samouvjerena, sadistična i opasna u dvoboju. Tada koristi unaprijeđeni špil zvan Dame Gatare (engl. Fortune Lady) čija čudovišta postaju jača sa svakim potezom ovisno o njihovim Razinama i koristeći strategije protjerivnja vlastitih karata (simbolično ih slati u budućnost). Njen Prizemljeni Besmrtnik jest Aslla picsu, baziran na Geoglifu Kolibrića. 

Misty Lola/ Misty Tredwel
Supermodel čiji je brat netragom nestao nakon što se pridružio Pokretu Arkadije. Misty je poginula u saobračajnoj nesreći koja je bila rezultat njene nepažnje zbog saučešća nad njenim nestalim bratom, za što je okrivila cijeli pokret, a pogotovo Aki, kojoj se brat posebno divio. Zbog toga je iznimno pakosna nad Aki i krivi ju za smrt svog brata. Misty je isto tako nadahnula Carly da istraži Pokret Arkadije, što je rezultiralo njenom smrću i preobrazbom u Mračnog Znakonošu, dok se Misty ušuljala u zgradu i izazvala Aki na dvoboj. Aki i Misty na kraju imaju ponovni obračun, tijekom kojeg Misty sazna da je zapravo Divine bio kriv za smrt njenog brata, no nakon što se ona osveti nad njim, Aki ju porazi i ona umre, no ponovo oživi zajedno s ostalim Mračnim Znakonošama nakon Goodwinovog poraza, te nastavi svoju karijeru supermodela. Misty koristi špil s Gmazicama (engl. Reptilianne), ženskim čudovištima Gmaz-Tipa sa sposobnostima da smanje protiničku snagu na 0. Njen Prizemljeni Besmrtnik jest Ccarayhua, baziran na Geoglifu Guštera.

Bommer/ Greiger
Izvorno jedan od Godwinovih dvobojnika koji su unajmljeni da pronađu Znakonoše, Bommer jest pripadnik plemena iz Južne Amerike koji čuvaju sveto tlo Nazca Linija (gdje obitavaju Prizemljeni Besmrtnici), i njegova motivacija da radi za Godwina jest da priskrbi svoje selo s hranom i namirnicama. Međutim, unatoč tome što je u početku odan Godwinu, kada otkrije da je Godwin uništio njegovo selo u svojim pokusima, okrene se protiv njega i razvije duboku srdžbu prema Godwinu, koja se nakon neuspjelog pokušaja atentata (kojeg je djelomice spriječio Yusei) pretvorio u očaj. Taj očaj je privukao pažnju Rudgera koji ga je oslobodio i pretvorio ga u Mračnog Znakonošu s grbom Orke. Nakon toga se obračunava s Crowom (koji je njega okrivio za uništenje sirotišta), koji ga je porazio i povratio mu razum. On i njegova obitelj su ponovno oživjeli nakon Godwinovog poraza, te se vraćaju sredinom druge sezone kao potporni likovi u dijelu gdje pomažu Jacku Atlasu u osvajanju moći Crvenog Nova Zmaja. Bommer koristi špil zvan Reaktori (engl. Reactor), strojevi koji reagiraju na protivnički potez, uništavaju njihove karte i dijele štetu, čije je glavno čudovište Leteća Utvrda NEBOLOM (engl. Flying Fortress SKY-FIRE). Kao Mračni Znakonoša koristi i Mračno Sinkro Čudovište - Mračni Nosač (engl. Dark Flattop) i njegov Prizemljeni Besmrtnik jest Chaku Challhua, baziran na Geoglifu Orke.

Demak/Devack
Uvelike nepoznati dvobojnik povezan s vojskom Majmunskog Kralja Zemana čija vojska pokušava osvojiti Svijet Duhova, i koji je uspio zatočiti Drevnog Vilinskog Zmaja. Demak se suprotstavi Rui i Ruki, ali blizanci ga timskim radom uspiju poraziti i osloboditi Ruinu zmajicu. Demak koristi špil s majmunolikim čudovištima Zvijer-Tipa, čije je glavno Mračno Sinkro Čudovište Majmunski Kralj Zeman (engl. Zeman the Ape King), a njegov Prizemljeni Besmrtnik jest Cusillu, baziran na Geoglifu Majmuna.

## Pokret Arkadije
Arkadija je tajna organizacija koju čine dvobojnici sa psihičkim sposobnostima, moćima koji im omogućavaju da ožive čudovišta i nanesu pravu štetu svojim protivnicima. Većina članova su zbog svojim moći diskriminirani i smatrani opasnim za svoju okolinu. Jedini poznati članovi Pokreta su Aki i Divine. 

Divine/ Sayer
Vođa Pokreta Arkadije, te veliki uzor Aki. Divine tvrdi da je smisao Pokreta Arkadije da stvori novi dom za psihičke dvobojnike, međutim to je samo paravan, i njegov je pravi cilj koristiti njihove psihičke sposobnosti da zavlada svijetom, i nastoji koristiti Akine moći Znakonoše kako bi to postigao. Divine je odgovoran za nestanak i smrt Mistynog brata, te za Carlynu smrt i preobrazbu u Mračnog Znakonošu. Nakon što je porazio Carly u dvoboju i bacio ju sa zgrade, oni su se opet obračunali pri čemu je Divine izgubio od njene novostečene moći Prizemljenog Besmrtnika. Divine je naizgled ubijen u tom dvoboju, no ispostavilo se da je preživio pad i pokušao iskoristiti Aki da opet pokrene Arkadiju, no nakon što ga je Yusei nadmudrio da razotkrije svoju tajnu da je on odgovoran za smrt Mistynog brata, Misty se osvetila time što je zapovjedila njenom Prizemljenom Besmrtniku ga živog proguta. Divineova sudbina nakon toga nije poznata, no priče u nekoliko videoigara ostavljaju dojam da je preživio okršaj, ili da je ponovo oživljen nakon toga.
Poput Aki, Divine je psihički dvobojnik, i može protivniku nanijeti pravu štetu. U dvoboju koristi čudovišta novo-objavljenog Psiho-Tipa, s raznim moćima baziranim na plaćanju svojih Životnih Bodova.

## Svjetsko prvenstvo u Turbo Dvobojima / WRGP
Svjetsko prvenstvo, zvano i WRGP (World Riding Grand Prix) je veliki turnir D-Trkača koji se odvija kao glavni događaj druge sezone. Yusei i njegovi prijatelji sudjeluju kako bi se dokazali kao najbolji dvobojnici, no isto tako kako bi razotkrili tajnu Iliastera i porazili njihova Tri Cara. Sudionici u Prvenstvu sačinjavaju ekipe do tri člana, gdje se dvoboji odvijaju u stilu štafete, i nakon što jedan dvoboj završi pobjednik nastavlja u istoj poziciji dvoboj sa sljedećim pripadnikom ekipe, koji zadržava karte s terena koje je imao njegov prethodni član. Znamenite ekipe u Svjetskom prvenstvu su:
- Tim 5D's, kojeg čine Yusei, Jack i Crow kao D-Trkači; Aki kao zamjena, Bruno kao mehaničar, te Ruka i Rua kao pomoć u pit-stopu.
- Sherry Leblanc, talentirana D-Trkačica i vođa neimenovane ekipe koja je pokušala udružiti snage s Yuseijem, i koja pokušava srušiti Iliaster zbog toga što su joj ubili roditelje. Jedini drugi pripadnik njene ekipe jest njen odani sluga Mizuguchi (Elsworth u engleskoj verziji). Tijekom radnje ona pokuša infiltrirati postrojenje s Iliasterovim vremeplovom gdje netragom nestane, i njena ekipa zbog toga bude izbrisana iz vremena i ne pojavljuje se u nastavku turnira. Kasnije se opet pojavi kao saveznica Z-onea, služeći mu u zamjenu za povratak njenih roditelja. Sherry koristi špil s francuskim imenima temiranim na cvijeću, a njeno Sinkro Čudovište je Chavalier de Fleur (u prijevodu s francuskog "vitez cvijeća").
- Tim Jednorog: ekipa od tri profesionalna trkača s iznimnim talentom za timskim radom koji koriste pažljivo planiranje i brutalne strategije da poraze svoje protivnike prije nego što dvoboji uopće počnu. Sva tri člana koriste špilove s čudovištima Zvijer-Tipa temiranih na jednorozima i stvorenjima s jednim, dva, i tri roga, koji u početku koriste moć svojeg protivnika protiv njih (kao u slučaju Jacka), a zatim se fokusiraju na uništenje protivničkog špila za postizanje uvjeta za izravnu pobjedu. Tri trkača su Andre s Gromovitim Jednorogom (Thunder Unicorn), Breo s Voltičkim Dvorogom (Voltic Bicorn) i vođa Jeane s Munjevitim Trorogom (Lightning Tricorn).
- Tim Katastrofa: prevrtljivi i prljavi igrači koji koriste Karte Tame (koje im je dao Placido), koje nanose pravu štetu, kako bi natjerali protivnika na sudar i skršili ih sa staze umjesto da se iskreno natječu. Osim toga znaju i napadati protivničke trkače izvan natjecanja, kako bi ih doveli do diskvalifikacije, kao što su pokušali s Crowom i Aki. Članovi tima su Nicolas, Hermann, i Hans, a glavna karta im je Skriveni Vitez Kuka (Hook the Hidden Knight), koji svojom kukom skrivenom u sjeni zakoči kotače protivnika i dovodi ih do sudara.
- Tim Taiyou: u prijevodu "sunce", Taiyou je ekipa sastavljena od tri dečka sa sela koji se natječu iz čiste razonode i kako bi se dokazali kao pošteni borci unatoč diskriminaciji s kojom se suočavaju zbog toga što su siromašni. Oni koriste jednu zajedničku D-Jurilicu koju su skrpali od starog otpada, a špilovi im se sastoje od jeftinih i naizgled beskorisnih Normalnih čudovišta i drugih zastarjelih karata, i većim dijelom su dogurali do četvrtfinala Prvenstva iz puke sreće. Taktika koju koriste tijekom dvoboja se svodi na utvrđivanje obrane i nanošenja štete protivniku efektima, no njihovo tajno oružje je Usnuli Div Zushin (Zushin the Sleeping Giant), iznimno moćno čudovište ali s nevjerojatno zahtjevnim uvjetima prizivanja, koje su uspjeli prizvati unatoč svemu u njihovom dvoboju protiv Tima 5D's. Članovi ekipe su Taro, Jinbei, i Yoshizo.
- Tim Ragnarok: popularna ekipa iz Skandinavije koji koriste špilove s čudovištima i likovima iz nordijske mitologije, među kojima su i tri nordijska boga koji se smatraju Božanskim Kartama koje im daju nadnaravne sposobnosti ravne moćima Znakonoša i Grimiznog Zmaja, poput Runskih Očiju. Isto tako smatraju da je njihova sudbina spasiti svijet od Iliastera, i smatraju Tim 5D's svojim najvećim rivalima s kojima se suočavaju da otkriju tko je između njih dostojan spasiti svijet. Članovi ekipe su časni Dragan, koji koristi Aesirskog Vladara Thora (Thor, Lord of the Aesir); prevrtljivi Brave, koji koristi Aesirskog Vladara Lokija (Loki, Lord of the Aesir); i hladnokrvni Harrald, vođa ekipe koji kontrolira najjačeg boga, Aesirskog Oca Odina (Odin, Father of the Aesir).
- Tim Novi Svijet: novostvorena ekipa koju sačinjavaju Tri Cara Iliastera, nakon njihove poremetnje vremenskog toka. Članovi su Placido, Luciano, i Jose, koji se kasnije ujedine u Aporiju.

## Iliaster
Tajanstvena organizacija koja se bavi preusmjeravanjem toka povijesti. Oni rade iza zavjesa i djeluju kao glavni antagonisti u cijeloj seriji. Tijekom prve sezone su Godwin in Yaeger smatrani jedinim članovima organizacije, međutim druga sezona pokriva sasvim novu priču gdje se javljaju novi protivnici zvani Tri Cara Iliastera (u engleskoj verziji poznati kao Čisti Plemići). Ispostavilo se da je Iliaster organizacija koju je stvorio Z-one i njegovi saveznici u dalekoj budućnosti kada je Zemlja gotovo uništena a ljudska rasa na rubu istrebljenja, koristeći modernu tehnologiju i vremenski stroj kako bi upravljali poviješću i spriječili propast svijeta. Tijekom prve sezone, Iliaster je opsjednut ujedinjenjem svih pet Znamenih Zmajeva i njihovih Znakonoša, a tijekom druge sezone se direktno upleću u razne incidente i Svjetsko prvenstvo, u namjeri da unište Neo Domino i spriječe katastrofu budućnosti. Na čelu organizacije su tri dvobojnika zvana Carevi Iliastera, koji su odani svojem "bogu" za kojeg se ispistavilo da je Z-one.
Carevi Iliastera koriste posebne karte imenom "Mehanički Carevi" (engl. Meklord), tri ubojita stroja koje zapravo čine pet različitih karata koji predstavljaju razne dijelove njihovih tijela. Svi Mehanički Carevi su nazvani "Sinkro Ubojicama" zbog njihovih sposobnosti da upiju Sinkro čudovišta. Protu-Sinkro taktike jesu zajednički stil svih Careva, a isto tako je i tema simbola beskonačnosti.

Luciano/ Lester
Jedan od Tri Cara Iliastera, Luciano ima naličje dječaka s kibernetičkim preklopom nad njegovim lijevim okom koji koristi motorizirani skateboard za Turbo Dvoboje. On je najdjetinjastiji i najobraženiji od trojice, i njegova je glavna karta Beskrajni Mehanički Car Skiel.

Placido/ Primo
Jedan od Tri Cara Iliastera, Placido je mladić s kibernetičkim preklopom preko desnog oka. Placido je najarogantniji od tri Cara i tijekom priče se najviše suočava s Yuseijem, kojeg smatra glavnim protivnikom, bilo izravno ili koristeći robotizirane D-Trkače imenom Duh (engl. Ghost). Njegova glavna karta jest Beskrajni Mehanički Car Wisel.

Jose/ Jakob
Jedan od Tri Cara Iliastera, Jose je gorostas s naličjem starca s kibernetičkim preklopom preko svojih usta. On je strpljiv i mudar, no ujedno i najjači od sve trojice te djeluje kao njihov vođa. Jose koristi Beskrajnog Mehaničkog Cara Granela, koji se smatra najjmoćnijim od tri Mehanička Cara.

Aporia
Utjelovljenje Tri Careva Iliastera, Aporia je jedan od posljednjih preživjelih ljudi iz daleke budućnosti koji se vratio u prošlost u obliku Tri Cara Iliastera kako bi spriječio širenje Ener-D reaktora i Sinkro Prizivanja, koje smatra krivima za propast svijeta. Aporia je podijeljen na tri pojedinca koji predstavljaju različita razdoblja njegovog života, to jest njegova "tri očaja": Luciano predstavlja njegovo djetinjstvo, te očaj gubitka svojih roditelja; Placido predstavlja njegovu srednju dob, te očaj gubitka svoje ljubljene osobe; Jose predstavlja njegovu starost, te očaj gubitka potrebe za ljubavlju (zbog toga što je bio zadnji preživjeli pripadnik čovječanstva). Ta tri pojedinca veći dio serije djeluju kao Carevi Iliastera, no ponovo se ujedine u jedno biće tijekom njihovog dvoboja s Yuseijem. Aporia je sadističan i okrutan, smatra da je očaj jedino što može dati snagu, i zato što ljudsko srce smatra slabošću odrekao ga se i svojevoljno postao strojem. To se promijenilo nakon dva okršaja protiv Yuseija i njegovih prijatelja, i na kraju Aporia ipak odluči dati im šansu da promjene budućnost te se žrtvuje kako bi Yuseiju dao priliku da porazi Z-onea. Aporia koristi špil sa sva tri Mehanička Cara, uključivši njihove pojedine dijelove, njihove vojske, i "Astro" karte kao konačno oružje: Beskrajni Mehanički Car Astro Mehanikle, i Beskrajni Mehanički Carski Zmaj Asterisk.

Bruno/ Antinomy
Bruno je tajanstveni lik koji se pojavljuje u drugoj sezoni. Pati od amnezije i pokušava povratiti svoja sjećanja, no talentiran je kao mehaničar i informatičar i brzo se sprijateljuje s Yuseijem i njegovim prijateljima, koji ga uključe u svoju ekipu D-Trkača kao mehaničara. Blage je naravi i prijateljski raspoložen u svojoj Bruno personi, no povremeno se preobražava u svog alter-ega kojeg Yusei naziva "Vizir", gdje svoj identitet drži skrivenim pod krinkom D-Trkača iz budućnosti koji se isto tako suprotstavlja Carevima Iliastera, prije svega s Placidom, i nastoji pomoći Yuseiju tako da ga nauči novoj tehnici zvanoj Bistri Um (Clear Mind) koja omogućava Ubrzani Sinkro (Accel Synchro) da mu pomogne u borbi protiv Mehaničkih Careva. Pri dolasku u Božanski Hram, Bruno otkriva svoj pravi identitet: pravo ime mu je Antimony, i on je pripadnik Z-oneove skupine preživjelih ih daleke budućnosti. Z-one ga je poslao u prošlost kako bi podario Yuseiju moć Ubrzanog Sinkro Priziva i tako omogućio dolazak Božanskog Hrama. Antinomy se na kraju suočava s Yuseijem koristeći daleko naprednije vrste Sinkro Prizivanja, no nakon svog poraza žrtvuje svoj život ne bi li spasio Yuseija i poslao ga da porazi Z-onea.
Bruno kao takav nije D-Trkač, a kao Vizir tj. Antinomy se vozi na naprednoj D-Jurilici imenom Delta Orao (Delta Eagle), i koristi špil imenom T.G. (skraćeno za "Tech Genus") koji omogućava naprednije vrste Sinkro Priziva kao što je Ubrzani Sinkro, te još napredniji Delta Ubrzani Sinkro.

Paradox
Pripadnik Z-oneove skupine posljednjih preživjelih ljudi iz daleke budućnosti, Paradox je glavni zlikovac u filmu Yu-Gi-Oh! 3D: Bonds Beyond Time, no na kratko se spominje i tijekom zadnje sezone serije. Paradox je još jedan od Z-oneovih agenata kojega je on poslao u prošlost u nadi da će to spasiti budućnost, s misijom da ubije Maximilijana Pegaza i time izbriše Dvoboj Čudovišta iz prošlosti. Paradox je proputovao kroz ere 5D'sa, GX-a i DM-a, skupljajući znamenite zmajeve iz svakog razdoblja, uključivši Yuseijevog Zmaja Zvjezdanog Praha, kako bi ih koristio u napadu na Pegazov event u Yugijevom vremenu. Suprotstavio se sa sva tri Yu-Gi-Oh protagonista, Yugijem, Jadenom, i Yuseijem, koristeći korumpirane verzije tih zmajeva zvane Grešni (engl. Malefic) u trostrukom dvoboju protiv njih, no timski rad tri heroja ga je na kraju porazio.

Z-one
Z-one (ponekad pisano kao Z-ONE, a čita se kao "zone") jest vrhovni predvodnik Iliastera, ponekad nazvan njihovim bogom, i glavni antagonist druge sezone i cjelokupne serije. Z-one je mehanizirani pojedinac koji obitava u golemoj strojevnoj čahuri i koristi naprednu tehnologiju da putuje kroz vrijeme i manipulira tijekom povijesti. On je iza svega što se odvilo u cijeloj priči, od pokretanja Nultog Obrata u nadi da će to izbrisati Ener-D iz povijesti, do slanja Aporije, Paradoxa i Antinomyja natrag u prošlost, do davanja Ubrzanog Sinkro Čudovišta Yuseiju, i na kraju prizivanja Božanskog Hrama kojega je kanio koristiti da uništi grad Neo Domino. Na kraju se ispostavilo da je Z-one jednom bio znanstvenik u dalekoj budućnosti koji je modificirao svoje tijelo da nalikuje na Yuseija kako bi spasio svoj svijet od Mehaničkih Careva i meteža Ener-D reaktora, a kada mu to nije uspjelo on i preostali preživjeli ljudi (Aporia, Antinomy i Paradox) su odlučili raditi na putovanju kroz vrijeme i izbrisati sva događanja koja su dovela svijet do propasti: Ener-D, Sinkro čudovišta, i samu igru Dvoboja Čudovišta. Z-one je posljednji preživjeli od te skupine, te je povratkom u prošlost osnovao organizaciju Iliaster kako bi manipulirao prošlošću. Na kraju se suočava s Yuseijem u intenzivnom dvoboju na nebu, no poražen je kada Yusei otkrije moć Nadgraničnog Ubrzanog Sinkro Priziva (Limit Over Accel Synchro). Uvidjevši dase budućnost može promijeniti na bolje bez uništenja grada, Z-one se na kraju sam žrtvuje kako bi spasio Neo Domino, te povjeri budućnost Yuseiju i njegovim prijateljima.
Z-one je iznimno moćan pojedinac koji koristi naprednu tehnologiju i putovanje kroz vrijeme kako bi postigao nezamislive stvari, zbog čega ga mnogi smatraju bogom. U dvoboju koristi goleme karte koje manipulira golemim robotskim rukama na posebnoj podlozi. Njegov špil sadrži Vremenske Vladare (Timelords), izuzetno moćna čudovišta s božanskim moćima koja ne mogu biti uništena i ne primaju štetu, a posjeduju opasne sposobnosti koja se aktiviraju prilikom borbe.